# Trichlorosilane
Le trichlorosilane est un composé chimique contenant du silicium, de l'hydrogène et du chlore. À des températures élevées, il se décompose pour produire du silicium. Le trichlorosilane purifié est la principale source de silicium ultra-pur dans l'industrie des semi-conducteurs. Dans l'eau, il se décompose rapidement pour produire un polymère de silicone tout en donnant de l'acide chlorhydrique. En raison de sa réactivité et une grande disponibilité, il est fréquemment utilisé dans la synthèse de composés contenant du silicium organique.

## Production
Industriellement, le trichlorosilane est produit en soufflant du chlorure d'hydrogène sur un lit de poudre de silicium à 300 °C. Les deux composés réagissent pour former du trichlorosilane et de l'hydrogène suivant l'équation chimique :
Si + 3 HCl → HSiCl3 + H2.
Un réacteur bien conçu peut atteindre un rendement de 80-90 % de trichlorosilane. Les sous-produits principaux sont le tétrachlorure de silicium (SiCl4), hexachlorodisilane (Si2Cl6) et le dichlorosilane (H2SiCl2), desquels le trichlorosilane peut être séparé par distillation.
Le processus inverse est utilisé pour la production de silicium plus pur.